# West Lindsey
West Lindsey – dystrykt w hrabstwie Lincolnshire w Anglii. W 2011 roku dystrykt liczył 89 250 mieszkańców.

## Miasta
- Caistor
- Gainsborough
- Market Rasen

## Inne miejscowości
Aisby, Bardney, Barlings, Bigby, Bishop Norton, Blyton, Brampton, Brandy Wharf, Brattleby, Broadholme, Brocklesby, Brookenby, Broxholme, Bullington, Caenby, Caenby Corner, Cammeringham, Cherry Willingham, Clixby, Cold Hanworth, Corringham, Dunholme, East Stockwith, Faldingworth, Fenton, Fillingham, Fiskerton, Glentham, Grasby, Hackthorn, Harpswell, Hemswell, Hemswell Cliff, Holton le Moor, Holton cum Beckering, Ingham, Kirmond le Mire, Lea, Legsby, Linwood, Moortown, Nettleham, Nettleton, Normanby-by-Spital, North Kelsey, Osgodby, Owmby-by-Spital, Rand, Reepham, Riseholme, Rothwell, Saxby, Saxilby, Scampton, Scothern, Scotter, Scotton, Snitterby, South Kelsey, Spridlington, Stow, Sturton by Stow, Sudbrooke, Tealby, Toft Newton, Waddingham, Walesby, Welton, Willingham By Stow, Willoughton.